# Medier baseret på Stephen Kings værker
Dette er en liste over medier baseret på arbejde af Stephen King (herunder Richard Bachman titler). Bemærk, at fortsættelser ikke er baseret på Stephen Kings arbejde, med undtagelse af Creepshow 2 og genindspilninger..

## Film udgivelser
- 1976 Carrie (baseret på en roman fra 1974)
  - 1999 The Rage: Carrie 2 (Efterfølgeren til 1976 film)
  - 2002 Carrie (Tv-film efterfølgeren til 1976 film)
- 1980 The Shining (baseret på en roman fra 1977)
  - 1997 The Shining (mini-serie)
- 1982 Creepshow (består af fem kortfilm, to af dem baseret på noveller, og resten er skrevet specielt til filmen)
  - 1987 Creepshow 2 (Efterfølgeren til 1982 film, består af tre korte film, den ene er baseret på novellen "The Raft" fra 1982, og de to andre er skrevet specielt til filmen)
  - 2007 Creepshow III (uofficielle efterfølger, består af fem kortfilm, hvoraf ingen blev skrevet af King)
  - 2011 Creepshow IV (Efterfølger til den tredje Creepshow filmen; øjeblikket i produktionen af Warner Bros.)
- 1983 Cujo (baseret på en roman fra 1981)
- 1983 The Dead Zone (baseret på en roman fra 1979)
  - 2002 "Wheel of Fortune" (episode af The Dead Zone, genindspilning af 1983 film)
  - 2002 "What it Seems" (episode of The Dead Zone, genindspilning af 1983 film)
- 1983 Christine (baseret på en roman fra 1983)
- 1984 Children of the Corn (baseret på novellen fra 1977)
  - 1993 Children of the Corn II: The Final Sacrifice (Efterfølgeren til 1984 film, eneste efterfølger der bliver frigivet)
  - 1995 Children of the Corn III: Urban Harvest (Første efterfølger til at blive frigivet direkte til video)
  - 1996 Children of the Corn IV: The Gathering
  - 1998 Children of the Corn V: Fields of Terror
  - 1999 Children of the Corn 666: Isaac's Return
  - 2001 Children of the Corn: Revelation
  - 2009 Children of the Corn (Tv-film efterfølgeren til 1984 film)
- 1984 Firestarter (baseret på en roman fra 1980)
  - 2002 Firestarter 2: Rekindled (Efterfølgeren til 1984 film)
- 1985 Cat's Eye (består af tre korte film, to af dem baseret på noveller – "Quitters, Inc." fra 1978 og "The Ledge" fra 1976 og den ene er skrevet specielt til filmen)
- 1985 Silver Bullet (baseret på novellen Cycle af Werewolf fra 1983)
- 1986 Maximum Overdrive (baseret på novellen "Trucks" fra 1973)
- 1986 Stand by Me (baseret på novellen The Body fra 1982)
- 1987 The Running Man (baseret på en roman fra 1982)
- 1989 Pet Sematary (baseret på en roman fra 1983)
  - 1992 Pet Sematary Two (Efterfølgeren til 1989 film)
- 1990 Tales from the Darkside: Cat From Hell (kortefilm, som er en del af Tales from the Darkside: The Movie, baseret på novellen fra 1977)
- 1990 Graveyard Shift (baseret på novellen fra 1970)
- 1990 Misery (baseret på en roman fra 1987)
- 1992 Sleepwalkers (oprindelige manuskript)
- 1992 The Lawnmower Man (baseret på novellen fra 1978)
  - 1996 Lawnmower Man 2: Beyond Cyberspace (Efterfølgeren til 1992 film)
- 1993 The Dark Half (baseret på en roman fra 1989)
- 1993 Needful Things (baseret på en roman fra 1990)
- 1994 The Shawshank Redemption (baseret på novellen "Rita Hayworth and Shawshank Redemption" fra 1982)
- 1995 The Mangler (baseret på novellen fra 1972)
  - 2001 The Mangler 2 (Efterfølgeren til 1995 film)
  - 2005 The Mangler Reborn
- 1995 Dolores Claiborne (baseret på en roman fra 1993)
- 1996 Thinner (baseret på en roman fra 1984)
- 1997 The Night Flier (baseret på novellen fra 1988)
- 1998 Apt Pupil (baseret på novellen fra 1982)
- 1999 The Green Mile (baseret på en roman fra 1996)
- 2001 Hearts in Atlantis (baseret på novellen "Low Men In Yellow Coats" fra 1999)
- 2003 Dreamcatcher (baseret på en roman fra 2001)
- 2004 Secret Window (baseret på novellen "Secret Window, Secret Garden" fra 1990)
- 2004 Riding the Bullet (baseret på novellen fra 2000)
- 2007 1408 (baseret på novellen fra 1999)
- 2007 The Mist (baseret på novellen fra 1980)
- 2007 No Smoking (Bollywood-film baseret på novellen fra "Quitters, Inc.")
- 2009 Dolan's Cadillac (baseret på novellen fra 1985)
- 2011 It (genindspilning af It fra 1990 og baseret på en romanen "It" fra 1986)
- 2012 The Talisman (baseret på en roman fra The Talisman from 1984.)
- 2013 The Dark Tower: The Gunslinger (første "Dark Tower" film)
- 2017 It (baseret på novellen)
- TBA The Stand en trilogi af film baseret på roman fra 1978 tilpasset af David Yates og Steve Kloves fra Harry Potter som tidligere har tilpasset en fire-del miniserie til tv i 1994

## Tv
- 1979 Salem's Lot (baseret på en roman fra 1975)
  - 1987 A Return to Salem's Lot (opfølger til 1979-miniserie)
  - 2004 Salem's Lot (genindspilning af 1979 mini-serie)
- 1985 "Word Processor of the Gods" (episode af Tales from the Darkside, baseret på novellen fra 1984)
- 1986 "Gramma" (episode of The Twilight Zone baseret på novellen fra 1984)
- 1987 "Sorry, Right Number" (episode af Tales from the Darkside, oprindelige manuskript)
- 1990 It (baseret på en roman fra 1986)
- 1990 "The Moving Finger" (episode af Monsters baseret på novellen fra 1990)
- 1991 Sometimes They Come Back (baseret på novellen fra 1974)
  - 1996 Sometimes They Come Back... Again
  - 1998 Sometimes They Come Back… for More
- 1991 Golden Years (oprindelige manuskript)
- 1993 The Tommyknockers (baseret på en roman fra 1987)
- 1994 The Stand (baseret på en roman fra 1978)
- 1995 The Langoliers (baseret på novellen fra 1990)
- 1997 "Quicksilver Highway: Chattery Teeth" (segment af tv-filmen Quicksilver Highway, baseret på den korte historie fra 1992)
- 1997 "The Revelations of Becka Paulson" (episode af The Outer Limits, baseret på en novelle fra 1984)
- 1997 Trucks (baseret på en novelle fra 1973)
- 1998 "Chinga" (episode of The X-Files. oprindelige manuskript)
- 1999 Storm of the Century (oprindelige manuskript)
- 2002 Rose Red (oprindelige manuskript)
  - 2003 The Diary of Ellen Rimbauer (prequel til 2002-miniserie)
- 2004 Kingdom Hospital (baseret på Lars von Trier's Riget)
- 2006 Desperation (baseret på en roman fra 1996)
- 2006 Nightmares and Dreamscapes (otte episoder baseret på otte noveller)
- 2010 Haven (løseligt inspireret af figurer og situationer fra romanen, The Colorado Kid fra 2005)
- TBA "Under the Dome" [1] (Baseret på bogen fra 2009)

## Teater
- 1987 Carrie: The Musical (musical baseret på 1974-roman)

## Andet
Kortfilm baseret på Stephen Kings historier:
- 1982: The Boogeyman, instrueret af Jeffrey C. Schiro
- 1983: Disciples of the Crow, instrueret af John Woodward
- 1983: The Woman in the Room, instrueret af Frank Darabont
- 1986: Srazhenie, instrueret af Mikhail Titov
- 1987: The Last Rung on the Ladder, instrueret af James Cole og Dan Thron
- 1987: The Lawnmower Man, instrueret af James Gonis
- 2000: Paranoid, instrueret af Jay Holben
- 2001: Strawberry Spring, instrueret af Doveed Linder
- 2002: Night Surf, instrueret af Peter Sullivan
- 2002: Rainy Season, instrueret af Nick Wauters
- 2003: Autopsy Room Four, instrueret af Steve Zakman
- 2003: Here There Be Tygers, instrueret af James Cochrane
- 2004: The Man in the Black Suit, instrueret af Nicholas Mariani
- 2004: The Road Virus Heads North, instrueret af Dave Brock
- 2004: All That You Love, instrueret af Scott Albanese
- 2004: All That You Love Will Be Carried Away, instrueret af James Renner
- 2004: The Gunslinger (Roland Meets the Dweller), instrueret af Robert David Cochrane
- 2204: The Secret Transit Codes of America's Highways, instrueret af Brian Berkowitz
- 2005: El Sueño de Harvey, instrueret af Rodolfo Weisskirch
- 2005: Luckey Quarter, instrueret af Robert David Cochrane
- 2005: Sorry, Right Number, instrueret af Brian Berkowitz
- 2005: Home Delivery: Servicio a domicilio, instrueret af Elio Quiroga
- 2005: Gotham Cafe, instrueret af Julie Sands
- 2005: I Know What You Need, instrueret af Shawn S. Lealos
- 2005: Suffer the Little Children, instrueret af Bernardo Villela
- 2005: All That You Love Will Be Carried Away, instrueret af Mark Montalto
- 2005: La Femme dans la chamber, instrueret af Damien Maric
- 2006: Umney's Last Case, instrueret af Rodney Altman
- 2006: Tijger, instrueret af Leyla Everaers
- 2006: The Gunslinger, instrueret af Sarah Sterchele
- 2007: 1408, instrueret af Mikael Håfström
- 2008: The Mist, instrueret af Frank Darabont

## Distributionsrettigheder
En række af de ovennævnte filmede værker distributionsrettigheder (TV, video, til tider teatralske) er enten ejet af CBS Studios / Paramount Pictures, Lionsgate, og / eller Warner Bros Entertainment.
For eksempel ejer Lionsgate de amerikanske distribitionsrettigheder til Rose Red, Storm of the Century og Desperation, mens Warner Bros har internationale rettigheder. CBS ejer The Stand og de øvrige tilpasninger produceret af Laurel Entertainment.